# Villa Beatrice
A Villa Beatrice é uma mansão histórica localizada em Portofino na Itália.

## História
A villa, projetada pelo arquiteto Gino Coppedè, foi construída por volta de 1913 por Attilio Odero, senador e empresário do setor naval. Após a Segunda Guerra Mundial, a residência passou para Enrico Piaggio, filho de Elena Odero, e posteriormente para as famílias Tonolli e Costa-Ardissone.
A propriedade foi adquirida em 2021 pela empresa internacional de hospitalidade Belmond Limited.

## Descrição
A villa está situada em uma posição panorâmica com vista para o mar, no promontório de Punta Cajega, e possui um amplo jardim cercado pelo Parque Natural Regional de Portofino, estabelecido em 1935.
A villa, que apresenta um estilo eclético inspirado na arquitetura neogótica, assemelha-se a um castelo. O edifício, distribuído em quatro níveis, incorpora uma torre. Entre os elementos decorativos estão lógias, varandas salientes e aximezes. As fachadas são revestidas em pedra, argamassa decorativa com azulejos coloridos e cimento branco.

## Galeria

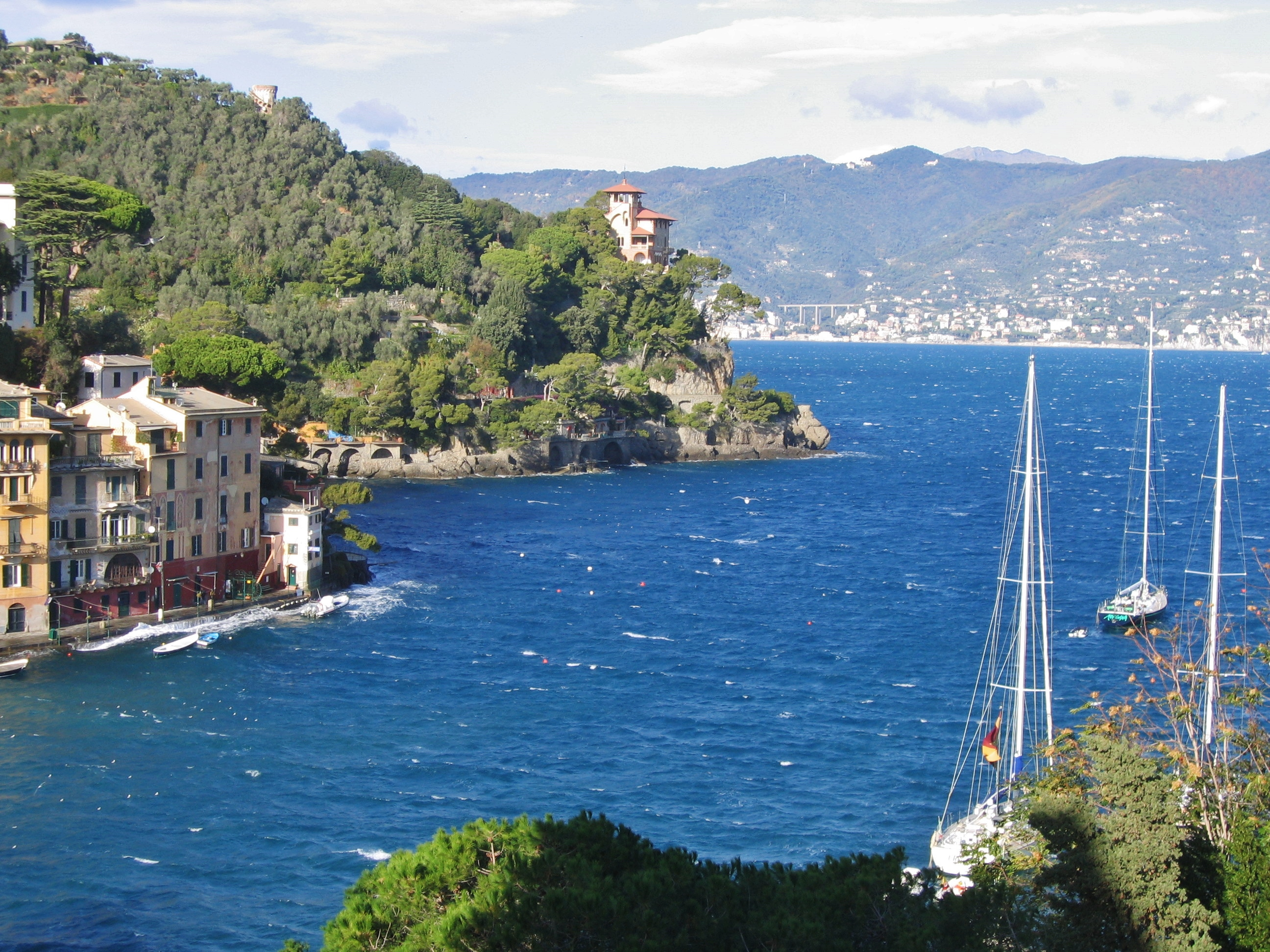
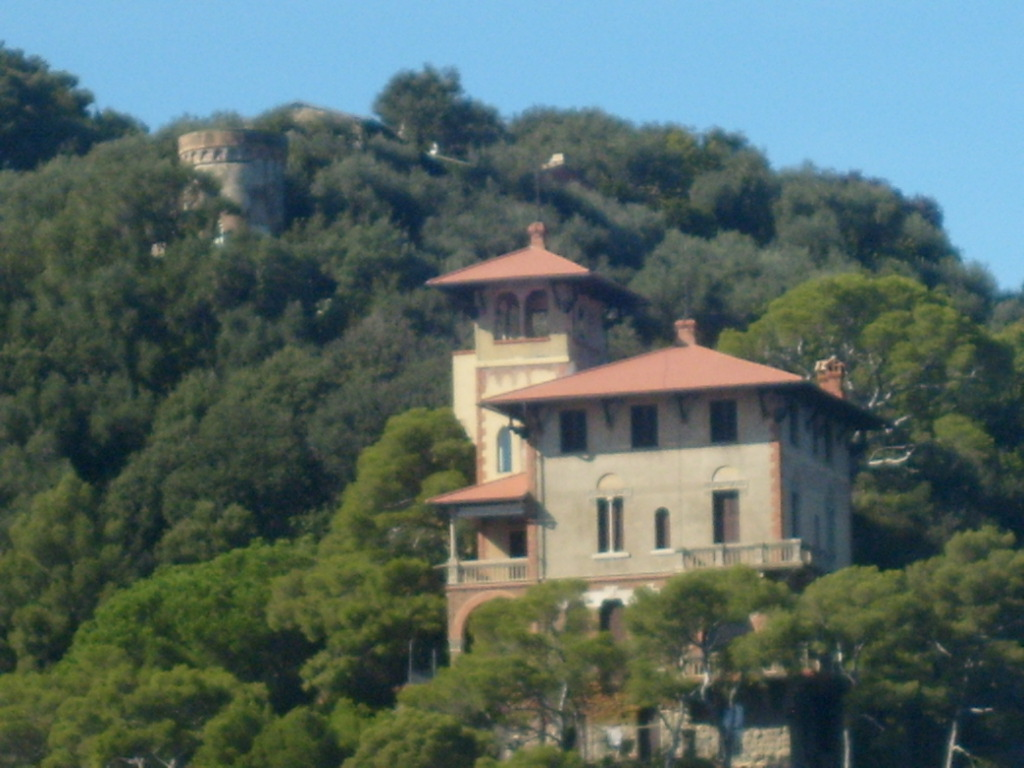
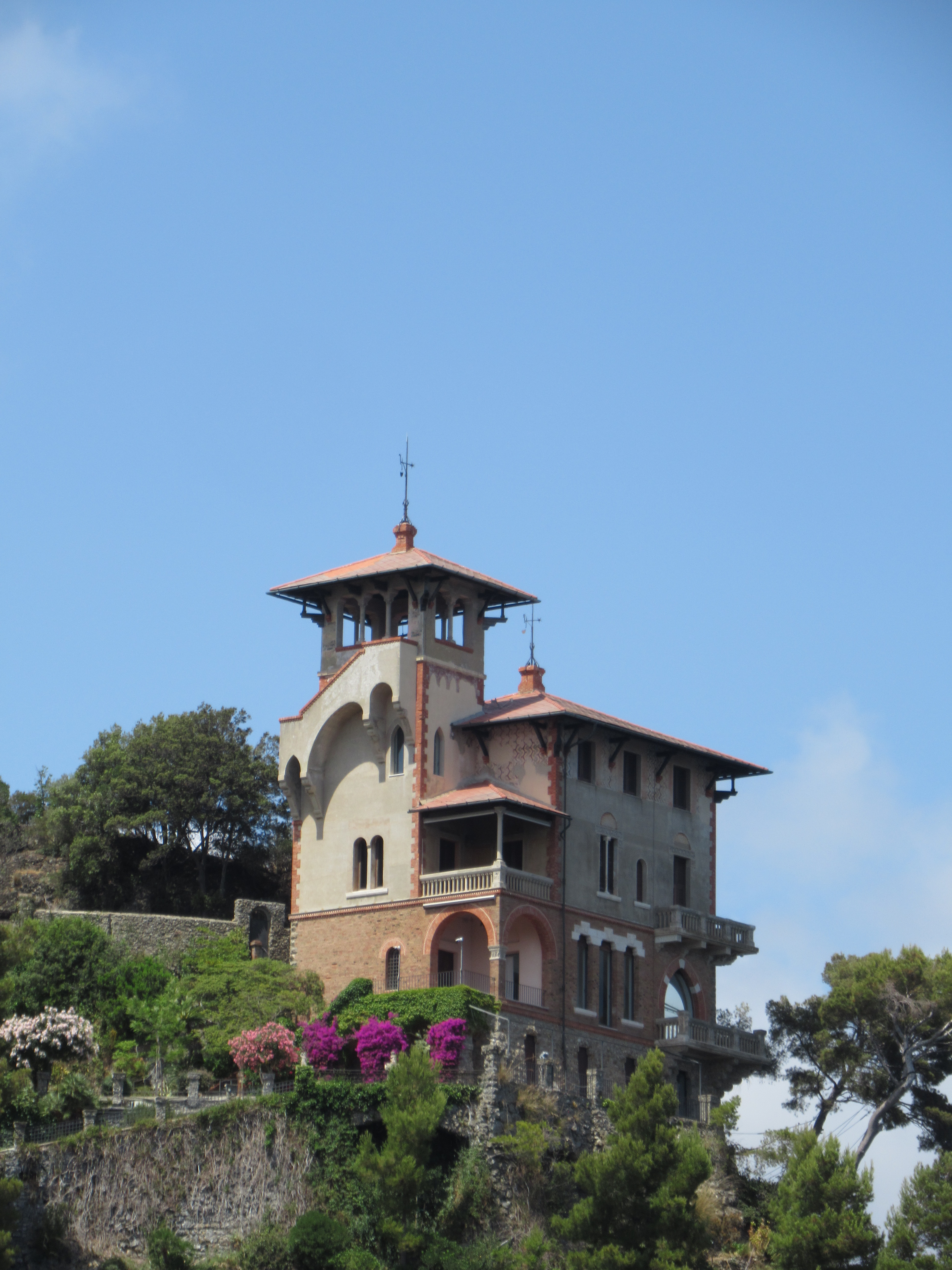